# Nervijuncta hexachaeta
Nervijuncta hexachaeta är en tvåvingeart som beskrevs av Edwards 1927. Nervijuncta hexachaeta ingår i släktet Nervijuncta och familjen hårvingsmyggor. Inga underarter finns listade i Catalogue of Life.